# Toxopsoides kathleenae
Espèce
Toxopsoides kathleenae est une espèce d'araignées aranéomorphes de la famille des Toxopidae.

## Distribution
Cette espèce est endémique de Nouvelle-Galles du Sud en Australie.

## Description
La femelle holotype mesure 5,31 mm et le mâle paratype 4,31 mm.

## Étymologie
Cette espèce est nommée en l'honneur de Kathleen Smith, la mère de Helen Motum Smith.

## Publication originale
- Smith, 2013 : The spider genus Toxopsoides (Araneae: Desidae: Toxopinae): new records and species from Australia. Proceedings of the Linnean Society of New South Wales, vol. 135, p. 19-43.